# 非對稱作戰

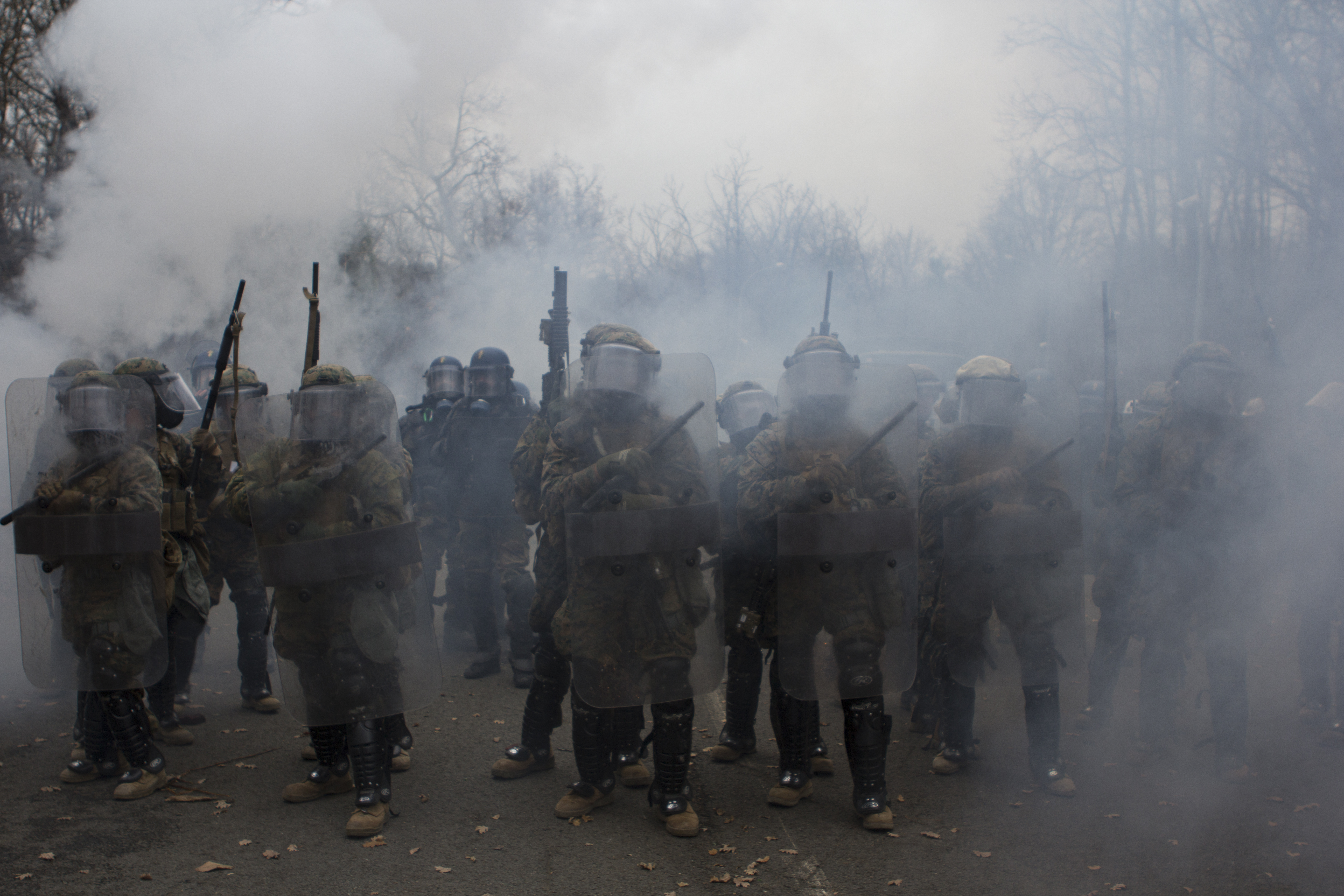
2014年12月3日，美国海军陆战队和法國憲兵隊所进行的非对称性作战演习

非對稱作戰或稱不對稱作戰（英語：Asymmetric warfare）是一種軍事術語，指軍力弱者對上強者的戰爭中，如何取勝或達成戰鬥目標的學問。

## 概要
1997年美國国防部《四年防务审查报告》中提到的“美国在常规的武器竞争中的优势，促使对手使用诸如不对称的方式来攻击美国”首次公開在官方文件使用非對稱作戰概念。
通常非對稱型態包含以下的一種至數種：
- 作战力量的非对称 - 一方軍力數量和素質的強弱明顯占優。
- 作战时间的非对称 - 一方有較大快速結束戰爭的壓力。
- 作战空间的非对称 - 一方有較多軍隊活動空間。
- 技术水平的非对称 - 一方科技武器能力、偵查能力較強。
- 作战手段的非对称 - 一方較需顧及戰爭手段。
- 战术战法的非对称 - 一方能使用某些戰術而對方則無法。[1]

在非對稱作戰情境下，雙方都可能在各種項目上有其優劣，時而扮演強者；時而扮演弱者，例如美軍對上蓋達組織的戰爭，在作战力量、技术水平上美軍可能是強方非對稱，然而时间、空間、手段上卻可能是弱方非對稱。雙方都想使用自己的強勢處去抵消對方的強勢處，從而取得勝利。

## 參看
- 越戰
- 國共內戰
- 游擊戰 / 低強度戰爭
- 超限戰
- 毛澤東十大軍事原則